# 2464 Nordenskiöld
2464 Nordenskiöld eller 1939 BF är en asteroid i huvudbältet som upptäcktes den 19 januari 1939 av den finske astronomen Yrjö Väisälä vid Storheikkilä observatorium. Den har fått sitt namn efter Adolf Erik Nordenskiöld.
Asteroiden har en diameter på ungefär 22 kilometer.